# NGC 6593
NGC 6593 је елиптична галаксија у сазвежђу Херкул која се налази на NGC листи објеката дубоког неба.
Деклинација објекта је + 22° 17' 5" а ректасцензија 18h 14m 3,6s. Привидна величина (магнитуда) објекта NGC 6593 износи 14,3 а фотографска магнитуда 15,3. NGC 6593 је још познат и под ознакама MCG 4-43-18, CGCG 142-30, PGC 61617.